# USS Arkansas (BB-33)
USS Arkansas (BB-33) – amerykański pancernik typu Wyoming z okresu I i II wojny światowej. Był trzecim okrętem w historii US Navy, który nosił imię stanu Arkansas. Zatopiony jako okręt-cel podczas prób bomb atomowych w lipcu 1946.

## Historia
Zamówienie na drugi okręt typu Wyoming zostało złożone w stoczni New York Shipbuilding w Camden, stan New Jersey, 3 marca 1909.
Stępkę pod budowę USS „Arkansas” położono 25 stycznia 1910. Wodowanie miało miejsce 14 stycznia 1911, oddanie do służby 17 września 1912. 14 października okręt wziął udział w uroczystym przeglądzie floty przeprowadzonym na rzece Hudson z udziałem prezydenta Stanów Zjednoczonych Williama H. Tafta. Z prezydentem na pokładzie udał się na inspekcję strefy Kanału Panamskiego. Po trwającym 2 miesiące szkoleniu w rejonie Kuby powrócił do strefy kanału po prezydenta Tafta, którego przetransportował na Florydę.
Po przydzieleniu do Floty Atlantyku okręt kontynuował program szkoleń i zgrywania załogi. W październiku 1913 wyruszył w swą pierwszą zagraniczną podróż, której celem były porty w rejonie Morza Śródziemnego. 11 listopada w Neapolu wziął udział w morskiej części obchodów urodzin króla Wiktora Emanuela III.
Z powodu wzrostu napięcia między Meksykiem a Stanami Zjednoczonymi spowodowanego dojściem do władzy dyktatora Victoriana Huerty okręt skierowano wiosną 1914 na wody Meksyku. Ponieważ siły morskie pod dowództwem kontradmirała Henry’ego Mayo były już obecne na wodach meksykańskich, prezydent rozkazał, aby Flota Atlantyku dowodzona przez kontradmirała Charlesa Badgera udała się do Veracruz. „Arkansas” uczestniczył w lądowaniu w mieście, wydzielając ze składu załogi batalion złożony z czterech kompanii (łącznie 17 oficerów i 313 podoficerów i marynarzy pod dowództwem Artura Keatinga). Młodszym oficerem był w tym oddziale Jonas H. Ingram, który został odznaczony Medalem Honoru za bohaterstwo w czasie walk. Po wylądowaniu 22 kwietnia ludzie z „Arkansas” wzięli udział w powolnych i metodycznych walkach ulicznych. Batalion wrócił na pokład okrętu liniowego 30 kwietnia, a pancernik pozostał na wodach meksykańskich przez lato i dopiero 30 września udał się na wschodnie wybrzeże USA.
7 października okręt powrócił do Hampton Roads. Do końca roku dwukrotnie przechodził drobne remonty, a także brał udział w ćwiczeniach i szkoleniu marynarzy. Po kolejnej serii ćwiczeń udał się 23 kwietnia 1914 do Nowego Jorku na dwumiesięczny remont. Po opuszczeniu stoczni wziął udział w ćwiczeniach zakładających m.in. strzelanie torpedowe i manewry taktyczne w zatoce Narragansett Bay. Następnie uczestniczył w trwających miesiąc, i zakończonych 4 października, manewrach w rejonie bazy Norfolk. Do końca roku uczestniczył w licznych manewrach i ćwiczeniach na wodach wschodniego wybrzeża, a także w rejonie Karaibów. Ćwiczenia przerywane były jedynie przez krótkie remonty i wizyty w portach.

## I wojna światowa
6 kwietnia 1917 wraz z przystąpieniem Stanów Zjednoczonych do I wojny światowej okręt przystąpił do patrolowania wód wschodniego wybrzeża Stanów Zjednoczonych. Po zakończeniu trwającej 14 miesięcy misji udał się w lipcu 1918 do szkockiego portu Rosyth, aby zastąpić działający w tym rejonie pancernik USS „Delaware”. Tuż przed przybyciem do celu załoga dostrzegła i ostrzelała miejsce przebywania domniemanego okrętu podwodnego. Okręty eskorty zrzuciły bomby głębinowe, jednak nie stwierdzono zatopienia wrogiego okrętu.
Następnie „Arkansas” wszedł w skład należącej do Grand Fleet 6 Eskadry Okrętów Liniowych. Zawieszenie broni kończące I wojnę światową weszło w życie 11 listopada. 21 listopada 1918 pancernik był obecny przy internowaniu Hochseeflotte w szkockiej zatoce Firth of Forth. 13 grudnia był częścią honorowej eskorty przybyłego do Brestu na pokładzie transportowca SS „George Washington” prezydenta Stanów Zjednoczonych Woodrowa Wilsona, który udawał się na konferencję w Wersalu.

## Okres międzywojenny
Okręt powrócił do Nowego Jorku 26 grudnia, gdzie po uroczystym przyjęciu, sekretarz marynarki wojennej Josephus Daniels dokonał przeglądu połączonej floty pancerników z pokładu jachtu USS „Mayflower”.
Po przejściu przeglądu w Norfolk Navy Yard „Arkansas” dołączył do floty na wodach kubańskich i uczestniczył w zimowych manewrach. Wkrótce potem ponownie przepłynął Atlantyk na wschód. 12 maja 1919 dotarł do Plymouth, a następnie wrócił na wody oceanu, zbierając informacje pogodowe i służąc jako punkt naprowadzania dla latających łodzi Curtiss NC-4, które 19 maja jako pierwsze samoloty US Navy dokonały przelotu transatlantyckiego z Trepassey Bay na Nowej Fundlandii do Europy. Gdy jego rola w tym przedsięwzięciu się zakończyła, udał się do Brestu, gdzie na jego pokład 10 czerwca wszedł szef operacji morskich, admirał William Benson wraz z żoną. Wracał on z konferencji pokojowej w Paryżu. Pancernik wrócił do Nowego Jorku 20 czerwca 1919. 19 lipca 1919 został przydzielony do Floty Pacyfiku, a następnie przez Kanał Panamski udał się do San Francisco. 19 września wszedł do bazy Puget Sound w celu dokonania przeglądu. 17 lipca 1920 otrzymał oznaczenie BB-33 w trakcie obejmującej całą flotę zmiany systemu symboli klasyfikacyjnych. We wrześniu tego roku popłynął pierwszy raz na Hawaje. Na początku 1921 odwiedził Valparaíso w Chile. W trakcie tej wizyty marynarze obsadzili na całej długości okrętu burty, by uhonorować prezydenta Chile Artura Palmę. Schemat służby pokojowej pancernika składał się z corocznego cyklu szkolnego przerywanego okresami przeglądów. W planach pancernika było także uczestnictwo w rywalizacji artylerzystów i załogi maszynowni oraz w dorocznych ćwiczeniach floty. Latem 1921 okręt stał się jednostką flagową dowódcy Battleship Force Floty Atlantyku i rozpoczął operowanie na wschodnim wybrzeżu USA w sierpniu tego roku.
Do 1924 uczestniczył w rutynowych misjach treningowych, służąc m.in. słuchaczom wojskowych uczelni morskich jako miejsce letnich praktyk.
W 1923 pancernik popłynął do Europy i odwiedził Kopenhagę (2 lipca 1923 wszedł na pokład król Chrystian X) Lizbonę i Gibraltar. W 1924 wypłynął do Europy w rejs z kadetami. 30 czerwca 1925 przybył do Santa Barbara, gdzie udzielał pomocy ofiarom trzęsienia ziemi. W ramach akcji ratunkowej zainstalował na brzegu tymczasową stację radiową.
Jesienią 1925, po zakończeniu letniego rejsu z kadetami, okręt został poddany modernizacji, w wyniku której kotły opalane węglem zostały zastąpione przez opalane ropą naftową. Zainstalowano także dodatkowy pancerz pokładowy, zamiast pojedynczego komina zainstalowano dwa, a maszt kratownicowy został zastąpiony przez niższy trójnożny.
Po zakończeniu modernizacji w listopadzie 1926 okręt odbył serię rejsów próbnych, po czym w pełni powrócił do służby. Wkrótce wznowił działania w ramach floty i operował od rejonu Maine do Morza Karaibskiego. 5 września 1927 był obecny przy odsłonięciu pomnika upamiętniającego francuskich żołnierzy i marynarzy, którzy zginęli w walkach o Yorktown w Wirginii w 1781.
W maju 1928 „Arkansas” udał się ponownie z kadetami w letni rejs szkolny. Tym razem odbył się on na wodach okalających wschodnie wybrzeże USA i Kubę. W pierwszej połowie 1929 okręt operował w strefie Kanału Panamskiego i na Karaibach. Wrócił do stoczni nowojorskiej w maju 1929 na przegląd. Po załadowaniu midshipmanów w Annapolis zabrał ich w 1929 w rejs na Morze Śródziemne i do Wielkiej Brytanii. Wrócił z rejsu w sierpniu i operował wraz z flotą zwiadowczą (ang. Scouting Fleet) na wschodnim wybrzeżu USA.
W 1930 i 1931 ponownie brał udział w letnich rejsach szkoleniowych. W 1930 odwiedził Cherbourg, Kilonię, Oslo i Edynburg, w 1931 Kopenhagę, Greenock, Kadyks i Gibraltar. We wrześniu 1931 odwiedził Halifax w Nowej Szkocji. W październiku uczestniczył w obchodach rocznicy bitwy pod Yorktown. Na jego pokład 17 października wszedł prezydent Herbert Hoover i pancernik zabrał go na wystawę. Następnie przepłynął z naczelnym wodzem i jego otoczeniem do Annapolis, był tam w dniach 19-20 października. Po powrocie do Filadelfii wszedł do Philadelphia Naval Shipyard, gdzie pozostał do stycznia 1932.
Po wyjściu ze stoczni popłynął na zachodnie wybrzeże USA, odwiedzając po drodze Nowy Orlean w Luizjanie, by uczestniczyć w obchodach święta Mardi Gras. Potem został przydzielony jako jednostka flagowa do Eskadry Szkolnej Floty Atlantyku i operował na zachodnim wybrzeżu do wiosny 1934, kiedy ponownie wrócił na Atlantyk. W lecie 1934 wziął kadetów w rejs do Plymouth, Nicei, Neapolu i Gibraltaru, po czym w sierpniu wrócił do Annapolis. Stamtąd udał się do Newport, gdzie ponownie załoga obsadziła burty w trakcie, gdy prezydent Franklin D. Roosevelt przepływał w pobliżu na pokładzie jachtu „Nourmalhal”. Był także obecny na International Yacht Race. W czasie tych zawodów kuter z „Arkansas” pokonał kuter z brytyjskiego lekkiego krążownika HMS „Dragon” w rywalizacji o Puchar Battenberga i Puchar Miasta Newport. W styczniu 1935 „Arkansas” przetransportował 1 batalion 5 pułku marines do Culebra na ćwiczenia floty w desantowaniu. W czerwcu ponownie jako okręt szkolny odwiedził kilka europejskich portów w tym Oslo, gdzie przyjął na pokładzie norweskiego króla Haakona VII. Po wysadzeniu kadetów w Annapolis w sierpniu 1935 udał się do Nowego Jorku. Tam zaokrętował rezerwistów z rejonu Nowego Jorku i przeprowadził z nimi we wrześniu rejs Rezerwy Marynarki (ang. Naval Reserve) do Halifaksu.
W styczniu 1936 uczestniczył w 2. ćwiczeniach desantowych floty (ang. Fleet Landing Exercise No. 2) w Culebra. Następnie odwiedził Nowy Orlean w czasie festiwalu Mardi Gras i wrócił do Norfolk na przegląd stoczniowy, który trwał do lata 1936. Później, zanim wrócił w sierpniu do Annapolis, wziął podchorążych w letni rejs szkoleniowy do Portsmouth, Göteborga i Cherbourga. Stamtąd popłynął do Bostonu i przeprowadził ćwiczenia rezerwy marynarki. W październiku wszedł do stoczni norfolckiej na przegląd.
W następnym roku „Arkansas” ponownie wypłynął z młodymi adeptami marynarki w rejs na europejskie wody. Odwiedził porty niemieckie i angielskie zanim wrócił na wody okalające wschodnie wybrzeże USA. Tam odbył lokalne ćwiczenia w rejonie Norfolku. W następnych miesiącach działał w rejonie od Filadelfii i Bostonu do Saint Thomas na Wyspach Dziewiczych Stanów Zjednoczonych i Kubie. W latach 1938 i 1939 wzorzec operacji pozostawał w większości taki sam jak wcześniej, a jego obowiązki wykonywane w składzie Eskadry Szkolnej w większości działy się na wschodnim wybrzeżu USA.

## II wojna światowa
Po wybuchu II wojny światowej „Arkansas” kontynuował rejsy szkolne ograniczone jednak do rejonu wschodniego wybrzeża i Karaibów.
We wrześniu 1939 okręt wyszedł w morze i przetransportował wyposażenie stacji wodnosamolotów i sprzęt lotniczy z bazy lotnictwa w Norfolk do Narragansett Bay w celu zorganizowania tam bazy wodnosamolotów. Z Newport wziął na pokład zaopatrzenie dla niszczycieli i przewiózł je do Hampton Roads.
11 stycznia 1940 „Arkansas” opuścił Norfolk w towarzystwie „Texas” (BB-35) i „New York” (BB-34) i udał się do zatoki Guantánamo na ćwiczenia floty. W lutym uczestniczył tam w ćwiczeniach desantowych, po czym wrócił do Norfolk, odwiedzając po drodze St. Thomas i Culebra. Po przejściu przeglądu w Norfolk Navy Yard (18-24 marca) popłynął do Naval Operating Base (NOB) w Norfolk, gdzie pozostawał do 30 maja. Stamtąd udał się do Annapolis, gdzie wraz z pancernikami „Texas” i „New York” zaokrętował kadetów na letni rejs szkoleniowy do Panamy i Wenezueli. Przed końcem roku uczestniczył w trzech rejsach szkoleniowych V-7 rezerwy marynarki wojennej. Te rejsy zaprowadziły go do zatoki Guantánamo, strefy Kanału Panamskiego i zatoki Chesapeake.
W lipcu 1941 wraz z innymi okrętami zapewniał ochronę amerykańskim żołnierzom zajmującym Islandię. W sierpniu zabezpieczał spotkanie prezydenta Stanów Zjednoczonych Franklina D. Roosevelta i premiera Wielkiej Brytanii Winstona Churchilla na pokładzie pancernika HMS „Prince of Wales”, które zakończyło się podpisaniem Karty Atlantyckiej. W czasie konferencji 8-14 sierpnia 1941 „Arkansas” zapewniał pomieszczenia dla podsekretarza stanu Sumnera Wellesa i dla Averella Harrimana.
Wybuch wojny na Pacyfiku zapoczątkowany japońskim atakiem na Pearl Harbor zastał „Arkansas” stojącego na kotwicy w Casco Bay w stanie Maine. Tydzień później, 14 grudnia, okręt popłynął do Hvalfjörður na Islandii. Wrócił do Bostonu przez bazę Argentia 24 stycznia 1942. Następny miesiąc spędził na przeprowadzaniu ćwiczeń w zatoce Casco w ramach przygotowań do objęcia roli okrętu eskortującego transporty z żołnierzami i zaopatrzeniem. 6 marca 1942 przeszedł drobną modernizację, w wyniku której liczbę dział kaliber 127 mm ograniczono do sześciu. 6 sierpnia został okrętem flagowym „Task Force 38", której zadaniem była ochrona grupy dwunastu statków transportowych płynących do Szkocji. Konwój dotarł do Greenock 17 sierpnia, a „Arkansas” wrócił do Nowego Jorku 4 września. Pancernik odeskortował kolejny kierujący się do Greenock konwój i wrócił do Nowego Jorku 20 października. Po wylądowaniu aliantów w Afryce osłaniał konwoje kierujące się do Casablanki. Po zakończeniu 3. rejsu do Maroka, okręt powrócił do szkolenia kadetów, bazując w porcie Norfolk.
Po czterech miesiącach operowania w zatoce Chesapeake wrócił do Nowego Jorku, by wznowić swoją służbę okrętu eskorty konwojów. 8 października popłynął do Bangor w Irlandii Północnej. Przebywał w tym porcie w listopadzie i 1 grudnia wrócił do Nowego Jorku. Tam 12 grudnia rozpoczął okres napraw. Dwa dni po Bożym Narodzeniu 1943 wyszedł z Nowego Jorku i spędził koniec roku w Norfolk.

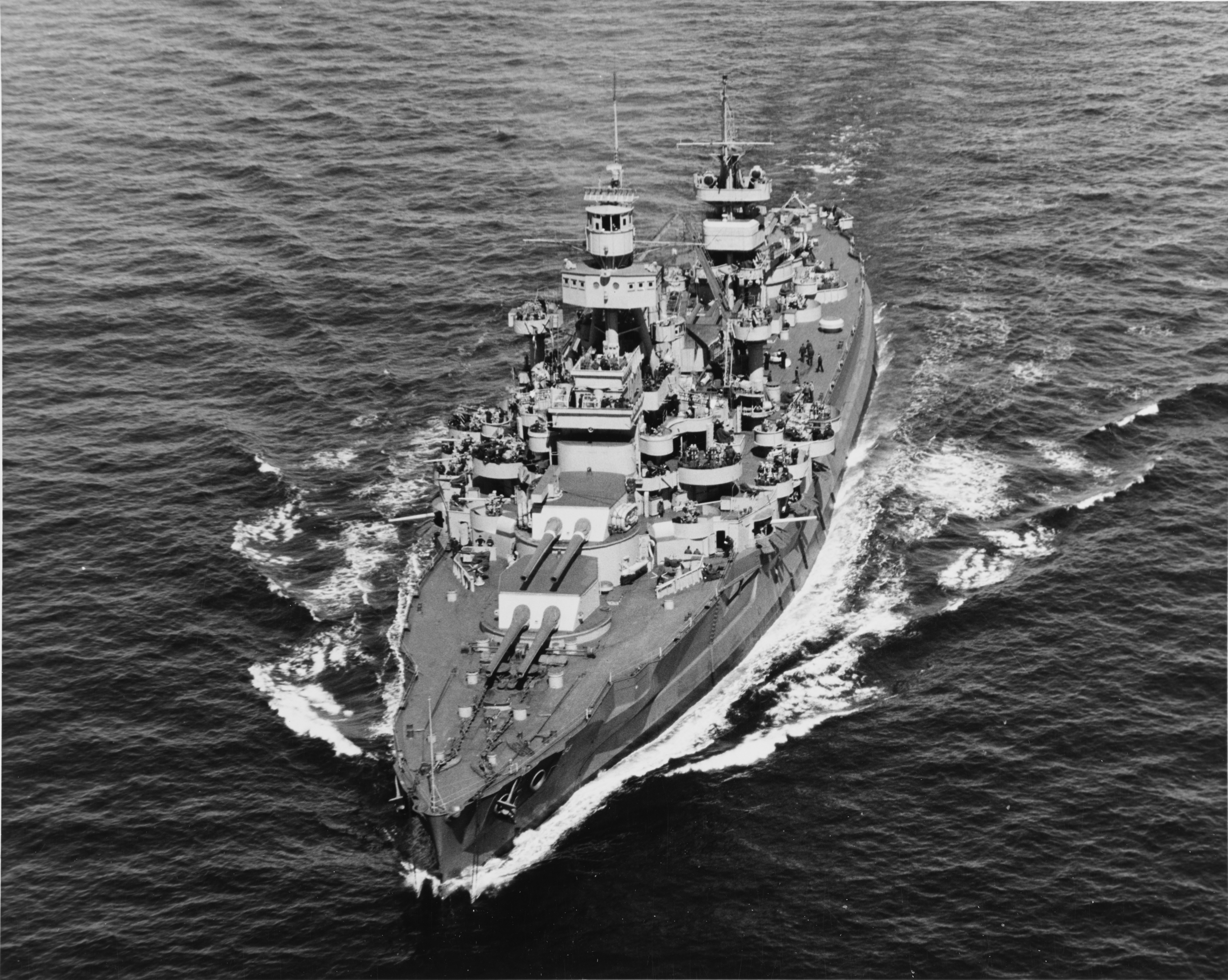
Okręt w 1944

19 stycznia 1944 wypłynął jako eskorta konwoju kierującego się do Irlandii Północnej. Po wykonaniu zadania wrócił na zachodni obszar Atlantyku i 13 lutego dotarł do Nowego Jorku. 28 marca wszedł do Casco Bay na ćwiczenia artyleryjskie, a następnie 11 kwietnia do Bostonu na naprawy.
18 kwietnia wypłynął ponownie do Bangor. Po dotarciu tam rozpoczął okres szkoleń przygotowujących go do nowej roli okrętu wsparcia artyleryjskiego (ang. shore bombardment ship). 3 czerwca popłynął w kierunku brzegów Francji, by wspierać aliancką inwazję na Normandię. 6 czerwca wszedł do Baie de la Seine i zajął pozycję oddaloną o 4000 jardów od plaży Omaha. O 5:52 działa „Arkansas” wystrzeliły po raz pierwszy. Przez kolejne dni kontynuował udzielanie wsparcia artyleryjskiego. 13 czerwca przeszedł na pozycję w pobliżu Grandcamp les Bains. Jedną z jednostek, która zapewniała kontrolę prowadzenia ognia i dostarczała koordynaty był dywizjon obserwacyjny VCS-7, amerykański oddział Marynarki wyposażony w brytyjskie samoloty Supermarine Spitfire VB i Seafire III.
25 czerwca ostrzeliwał niemieckie baterie artylerii nadbrzeżnej w Cherbourgu. Niemieccy artylerzyści odpowiadali ogniem, jednak nie zdołali trafić w amerykański okręt. Ostrzał portu przyczynił się do jego zajęcia przez wojska aliantów następnego dnia.
Ponownie wypłynął 4 lipca, kierując się na Morze Śródziemne. Przeszedł przez Cieśninę Gibraltarską i 10 lipca zakotwiczył w Oranie (Algieria). 18 lipca wyszedł w rejs, a 21 dotarł do Tarentu (Włochy). Pozostawał tam do 6 sierpnia, kiedy to wyszedł do Palermo na Sycylii, gdzie dotarł 7 sierpnia.
14 sierpnia rozpoczęła się Operacja Dragoon – inwazja na wybrzeże południowej Francji pomiędzy Tulonem i Cannes. Od 15 sierpnia „Arkansas” zapewniał wsparcie artyleryjskie początkowej fazie lądowania i kontynuował ostrzał do 17 sierpnia. Po postoju w Palermo i Oranie udał się w podróż do Stanów Zjednoczonych. 14 września dotarł do Bostonu i tam przeszedł naprawę i przeróbki, które trwały do początku listopada. 22 listopada po przejściu przez Kanał Panamski udał się do San Pedro (Kalifornia). 29 listopada ponownie wyszedł w rejs, tym razem na ćwiczenia w pobliżu San Diego Wrócił 10 grudnia do San Pedro.
20 stycznia 1945, po trzech kolejnych tygodniach przygotowań „Arkansas” popłynął do Pearl Harbor. Następnego dnia odpłynął do Ulithi, głównego miejsca zbiorczego dla floty na Karolinach. Dalej popłynął do Tinian, gdzie dotarł 12 lutego. Przez dwa dni prowadził tam ćwiczenia artyleryjskie, w czasie których załoga miała zdobyć wiedzę potrzebną w desancie na Iwo Jimę.
16 lutego o 6:00 „Arkansas” otworzył ogień do japońskich punktów umocnionych na Iwo Jimie. Do 19 lutego prowadził ogień do celów położonych na zachodnim wybrzeżu wyspy. W tym czasie ostrzeliwał japońskie pozycje, zdobywane w zaciętych walkach przez amerykańskich żołnierzy. 7 marca opuścił wody otaczające Iwo Jime i wrócił do Ulithi. 10 marca po dotarciu do atolu pancernik został przezbrojony, zaopatrzony i zatankowany w ramach przygotowań do następnej operacji – inwazji na Okinawę.
21 marca wyszedł w rejs, a 25 marca, kilka dni przed początkiem desantu, który nastąpił 1 kwietnia, rozpoczął wstępne ostrzeliwanie japońskich pozycji na Okinawie. Japończycy wkrótce rozpoczęli silne ataki lotnicze i wtedy „Arkansas” strącił kilka kamikaze. Przez 46 dni zapewniał wsparcie ogniowe oddziałom walczącym na Okinawie. 14 maja dotarł do Apra Harbor na Guam, gdzie miał czekać na kolejny przydział.
Po zakończeniu wojny wspierał operację Magic Carpet, której celem było zapewnienie jak najszybszego powrotu amerykańskich żołnierzy do ojczyzny.
W 1946 podjęto decyzję o wykorzystaniu pancernika w roli okrętu-celu na poligonie atomowym w rejonie atolu Bikini. Test o kryptonimie „Crossroads” miał składać się z detonacji dwóch ładunków atomowych. „Arkansas” miał być zatopiony podczas pierwszego wybuchu, który nosił kryptonim „Able” i został przeprowadzony 1 lipca 1946. Okręt przetrwał wybuch, ale zatonął w wyniku eksplozji drugiej bomby o kryptonimie „Baker” zrzuconej 25 lipca. Został skreślony z listy floty 16 sierpnia 1946.
„Arkansas” został nagrodzony czterema odznaczeniami battle star za służbę w czasie II wojny światowej.